# Ronde van Vlaanderen 1959
De 43ste editie van de Ronde van Vlaanderen werd verreden op 30 maart 1959 over een afstand van 242 km van Gent naar Wetteren. De gemiddelde uursnelheid van de winnaar was 38,820 km/h. Van de 143 vertrekkers bereikten er 58 de aankomst.

## Koersverloop
Rik Van Looy viel aan op de Muur van Geraardsbergen. Na een kleine hergroepering haalde hij het in de sprint in Wetteren.

## Hellingen
- Kwaremont
- Kruisberg
- Statieberg
- Valkenberg
- Kloosterstraat

## Uitslag
| Rang | Renner              | Land      | Ploeg                                  | Tijd     |
| ---- | ------------------- | --------- | -------------------------------------- | -------- |
| 1    | Rik Van Looy        | België    | Faema-Guerra                           | 6h14'00" |
| 2    | Frans Schoubben     | België    | Peugeot-BP-Dunlop                      | op 10"   |
| 3    | Gilbert Desmet I    | België    | Faema-Guerra                           | z.t.     |
| 4    | Arthur Decabooter   | België    | Groene Leeuw-Sas- Sinalco              | z.t.     |
| 5    | Jaap Kersten        | Nederland | Magneet-Vredestein                     | z.t.     |
| 6    | Edgard Sorgeloos    | België    | Faema-Guerra                           | z.t.     |
| 7    | Jean-Claude Annaert | Frankrijk | Rapha-Gem-Dunlop                       | z.t.     |
| 8    | Norbert Vantieghem  | België    | Flandria - Dr.Mann                     | z.t.     |
| 9    | Seamus Elliott      | Ierland   | Helyett - Leroux - Fynsec - Hutchinson | z.t.     |
| 10   | Henri Denys         | België    | Groene Leeuw-Sas- Sinalco              | z.t.     |

1913 · 
1914 · 
1915 · 
1916 · 
1917 · 
1918 · 
1919 · 
1920 · 
1921 · 
1922 · 
1923 · 
1924 · 
1925 · 
1926 · 
1927 · 
1928 · 
1929 · 
1930 · 
1931 · 
1932 · 
1933 · 
1934 · 
1935 · 
1936 · 
1937 · 
1938 · 
1939 · 
1940 · 
1941 · 
1942 · 
1943 · 
1944 · 
1945 · 
1946 · 
1947 · 
1948 · 
1949 · 
1950 · 
1951 · 
1952 · 
1953 · 
1954 · 
1955 · 
1956 · 
1957 · 
1958 · 
1959 · 
1960 · 
1961 · 
1962 · 
1963 · 
1964 · 
1965 · 
1966 · 
1967 · 
1968 · 
1969 · 
1970 · 
1971 · 
1972 · 
1973 · 
1974 · 
1975 · 
1976 · 
1977 · 
1978 · 
1979 · 
1980 · 
1981 · 
1982 · 
1983 · 
1984 · 
1985 · 
1986 · 
1987 · 
1988 · 
1989 · 
1990 · 
1991 · 
1992 · 
1993 · 
1994 · 
1995 · 
1996 · 
1997 · 
1998 · 
1999 · 
2000 · 
2001 · 
2002 · 
2003 · 
2004 · 
2005 · 
2006 · 
2007 · 
2008 · 
2009 · 
2010 · 
2011 · 
2012 · 
2013 · 
2014 · 
2015 · 
2016 · 
2017 · 
2018 · 
2019 · 
2020 · 
2021 · 
2022 · 
2023 · 
2024
Lijst van beklimmingen